# Джон Кук Борн
Джон Кук Борн (англ. John Cooke Bourne; 1 вересня 1814 — лютий 1896) — британський художник, гравер і фотограф, найбільш відомий своїми літографіями, що показують будівництво Лондонської та Бірмінгемської залізниці та Великої західної залізниці. На його екслібрисах були зображені «Історія парового судноплавства» з текстом Беннета Вудкрофта та «Ілюстрації Каїра» з текстом Роберта Хея. Він також працював над кресленнями Ланцюгового мосту через Дніпро в Києві, для інженера Чарльза Віньолеса.

## Життєпис

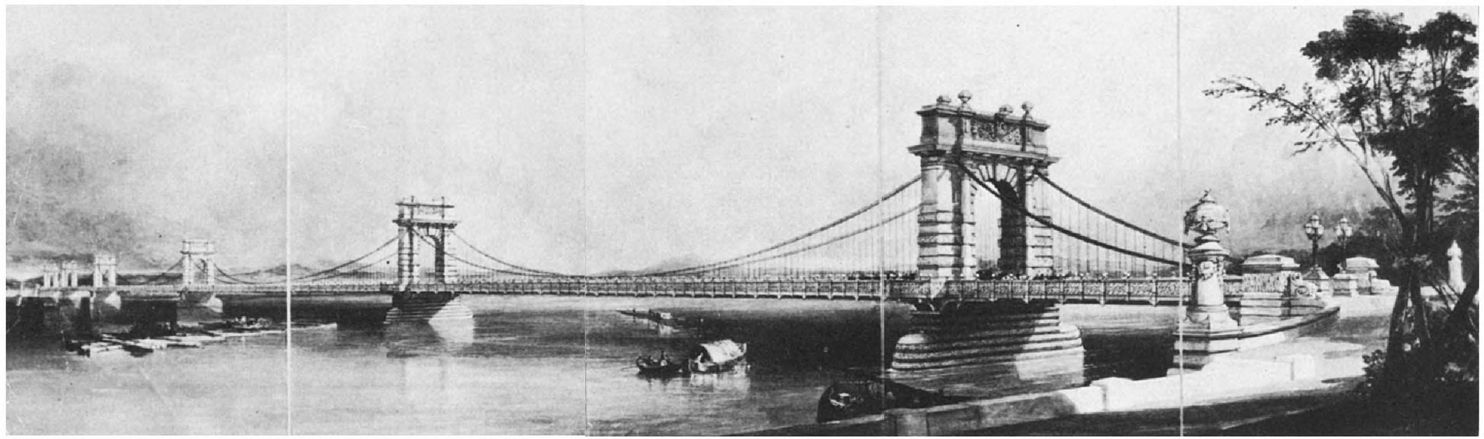
Ескіз Джона Борна, Ланцюговий міст Київ, 1847

Народився 1 вересня 1814 року в сім'ї капелюшника з Хаттон Гарден. У його родині також був художник і гравер Джордж Кук (1781—1834), який став хрещеним батьком Борна. Борн розпочав свою художню кар'єру як учень гравера-пейзажиста Джона Пая (1782—1874). Під його керівництвом він з ранніх років проявив себе як висококваліфікований малювальник, з чудовим розумінням лінії і форми. Борн, ймовірно, використовував камеру-обскуру для розуміння певних ефектів, з його інтересом до фіксації сучасних технологій та промислової архітектури.
У 1836 році, менш ніж за милю від будинку Борна на вулиці Лембс-Кондуїт у Лондоні, інженер Роберт Стівенсон почав будувати Лондонську та Бірмінгемську залізницю. Залізниця починалася в Юстоні і проходила через вулиці і житлові квартали Камден-Тауна в напрямку Мідлендзу.

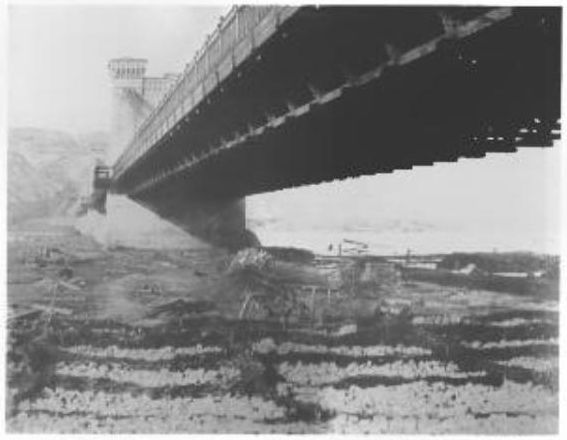
Фотографія Джона Борна, Ланцюговий міст через Дніпро у Києві, 1855

У віці 22 років Борн розпочав серію ескізів і акварельних малюнків будівельних робіт Стівенсона. Зі збільшенням їх кількості зростав і інтерес до його робіт. Борн надіслав кілька зразків ескізів Джону Бріттону (1771—1857), письменнику і меценату, який був дуже вражений і згодом став його спонсором.
Пізніше Бріттон описав роботу Борна у своїй автобіографії 1850 року. Він писав, що Борн створював «предмети професійного вивчення, як сцени і композиції, сповнені мальовничого ефекту і художнього характеру величезних творів Камден-Тауна». Ця цитата підкреслює не тільки захоплення Бріттона роботами Борна, але й самою залізницею. Це було незвично для того часу, оскільки більшість письменників і суспільних коментаторів критично ставилися до їх розвитку, як, наприклад, Джон Раскін і Чарльз Діккенс.
Хоча значна частина роботи Борна була записана і досліджена, існують періоди, протягом яких, здається, було зроблено мало або взагалі не було створено жодного матеріалу. Наразі Національний залізничний музей проводить дослідження життя художника, щоб виявити будь-які інші роботи, які ще не були відкриті.
Англійський інженер Чарльз Блейкер Віньоль у 1848 році почав будівництво ланцюгового мосту через Дніпро. На його запрошення фотограф Джон Борн прибув до Києва і робив фотознімки на всіх етапах спорудження мосту, починаючи з 1848 по 1853 р. Його фотографії вважають найдавнішою світлиною Києва, а можливо, й усієї України. За щасливим збігом обставин, альбом київських фотографій Джона Борна залишився в Україні і зберігається у фондових сховищах Національного музею історії України.
Борн виставляв свої роботи в Королівському фотографічному товаристві в 1854 р., Королівській академії мистецтв в 1863 р. і Королівському товаристві британських художників в 1865 р. Повернувшись до Англії в 1866 р., він одружився з Кетрін Кріппс і оселився в Теддінгтоні.
Помер у 1896 році в Брентфорді, містечку в Західному Лондоні.